# 连二磷酸
连二磷酸（英语：Hypophosphoric acid），化学式H4P2O6，是一种无机酸，其中磷的氧化数为+4，故具有还原性。其固体多以二水合物（H4P2O6·2H2O）形式存在。在连二磷酸分子中，两个磷原子是等价的，它们通过P-P键直接相连。它在室温下会转化为其互变异构体连二磷（Ⅲ,Ⅴ）酸（isohypophosphoric acid），这个分子的结构是一个磷原子与氢原子直接相连，氧化数为+3，而两个磷原子之间形成P-O-P键，因此另一个磷原子的氧化数为+5。连二磷（Ⅳ）酸和连二磷（Ⅲ,Ⅴ）酸在室温下都会歧化。
连二磷酸是四元酸，可以解离出四个氫正離子。

## 制备与反应
连二磷酸（二钠盐）可以由红磷和亚氯酸钠在室温下反应得到。反应方程式为：
2P + NaClO2 +8H2O → Na2H2P2O6 + 2HCl 
三钠盐可以由等摩尔带结晶水的磷酸一氢钠和亚磷酸二氢钠在180℃下小心干燥而得到：
Na2HPO4·12H2O + NaH2PO3·2.5H2O → Na3HP2O6 + 15.5H2O
白磷部分浸于水中时，若被空气氧化，会生成连二磷酸、亚磷酸（H3PO3）和磷酸（H3PO4）的混合物。
连二磷酸的四钠盐（Na4P2O6·10H2O）和二钠盐（Na2H2PO6·6H2O）分别在pH=10和5.2时从溶液中析出结晶。二钠盐可以通过离子交换柱而形成连二磷酸的二水合物（H4P2O6·2H2O）。
不带结晶水的连二磷酸可以用P4O10真空干燥水合物制得，或用H2S与难溶盐Pb2P2O6反应来去除铅离子，然后蒸发溶液得到。无水连二磷酸会在室温下重排为连二磷（Ⅲ,Ⅴ）酸（HPO(OH)-O-PO2(OH)），歧化为焦磷酸（H2P2O7）和焦亚磷酸（H2P2O5）。
连二磷酸是一个四元酸，室温（25℃）下每步的电离常数如下：
H4P2O6（aq） + H2O（l） ⇌ H3O+（aq） + H3P2O6-（aq）    Ka1=6.31×10-3，pKa1 = 2.2；
H3P2O6-（aq） + H2O（l） ⇌ H3O+（aq） + H2P2O62-（aq）    Ka1=1.58×10-3，pKa2 = 2.8；
H2P2O62-（aq） + H2O（l） ⇌ H3O+（aq） + HP2O63-（aq）    Ka1=5.01×10-8，pKa3 = 7.3；
HP2O63-（aq） + H2O（l） ⇌ H3O+（aq） + P2O64-（aq）    Ka1=1.00×10-10，pKa4 = 10.0。
连二磷酸在酸中不稳定，pH<0时将会歧化生成H3PO3和H3PO4，在4mol/L的HCl中此反应的半衰期不到一小时。然而它对碱非常稳定，即使在80%～90%的烧碱溶液中并加热至200℃也很难分解。

## 结构

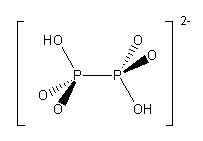
交叉式构象

X射线衍射分析显示，在连二磷酸的二水合物中含有氧鎓离子，即可以看作水合氢离子形成的盐，化学式可以写为[H3O+]2[H2P2O6]2-。
关于其中含有的[HOPO2PO2OH]2-离子，键长数据如下（不同文献数据不相同）：
- P-P键键长为217pm，P-O键键长为157pm，P-OH键键长为150pm[2]；

- P-P键键长为219pm，P-O键键长为151pm，P-OH键键长为159pm[3]。

此离子结构对称，其构象类似乙烷分子，以交叉式最为稳定。

## 连二磷酸盐
目前已知许多连二磷酸盐，比如K4P2O6·8H2O、Ca2P2O6·2H2O、K3HP2O6·3H2O、K2H2P2O6·2H2O、KH3P2O6。
在空气中，它们容易被氧化为焦磷酸盐（P2O74-），其中磷元素显+5价的氧化数。如上所述，连二磷酸盐对碱很稳定，但在熔融氢氧化钠中，它会迅速转变为磷酸盐（PO43-）。

## 连多磷酸盐
目前已经发现线性的多聚连二磷酸根离子，例如Na5P3O8中的[O(PO2)3O]5-离子有一个P-P-P链；Na6P4O10·2H2O中的O(PO2)4O6–有一个P-P-P-P链。也发现了环状的阴离子如(PO2-)6[连六磷酸根离子（hypohexametaphosphate）]，其中磷元素的氧化数为+2。制备方法是用溴氧化红磷的氢氧化钾悬浊液。

## 应用
- 连二磷酸四（三甲基硅）酯（P2O2(OTMS)4）可用作阻燃剂[5]。

- 在选铜－金矿石时，连二磷酸盐可与黄药单独或一同使用作捕收剂[6]。

- 在(E)-二苯基乙烯的不对称环氧化反应中，以连二磷酸四丁酯（TBHP）作为催化剂可提高产率[7]。